# Dacrydium araucarioides
Dacrydium araucarioides är en barrträdart som beskrevs av Adolphe-Théodore Brongniart och Jean Antoine Arthur Gris. Dacrydium araucarioides ingår i släktet Dacrydium, och familjen Podocarpaceae. IUCN kategoriserar arten globalt som livskraftig. Inga underarter finns listade i Catalogue of Life.